# Rue du Morvan
La rue du Morvan est une voie située dans le quartier de la Roquette du 11e arrondissement de Paris, en France.

## Situation et accès
Longue de 99 m, elle décrit une ligne droite entre les rues Pétion et Saint-Maur. Elle se prolonge à l'est par la rue Duranti. C'est une rue à sens unique.
Le quartier est desservi par la ligne 9 à la station Voltaire.

## Origine du nom
Elle doit son nom à la région du Morvan en raison de la présence à proximité au 25, rue Saint-Maur, du siège de l'association La Morvandelle, association des Morvandiaux de Paris créée en 1924, dissoute en 2014, où chaque mois s'élaborait le journal Le Morvandiau de Paris depuis le 3 novembre 1928. C'est son secrétaire général, Pierre Chandioux, qui fait le 1er juin 1929, des démarches auprès de la mairie pour obtenir que le nom de « passage Maurice », devienne « rue du Morvan ». L'inauguration a lieu le 1er juin 1930 sous la présidence de Victor Gautron du Coudray, en présence de tous les parlementaires et notables du Morvan (dont Léopold Bellocq et Claude Guillon, députés de la Nièvre).

## Historique
Ancienne partie du passage des Amandiers devenue partie du passage Maurice, du nom du propriétaire des terrains sur lesquels la voie a été ouverte, elle prend le nom de « rue du Morvan » en 1930. 

## Bâtiments remarquables et lieux de mémoire

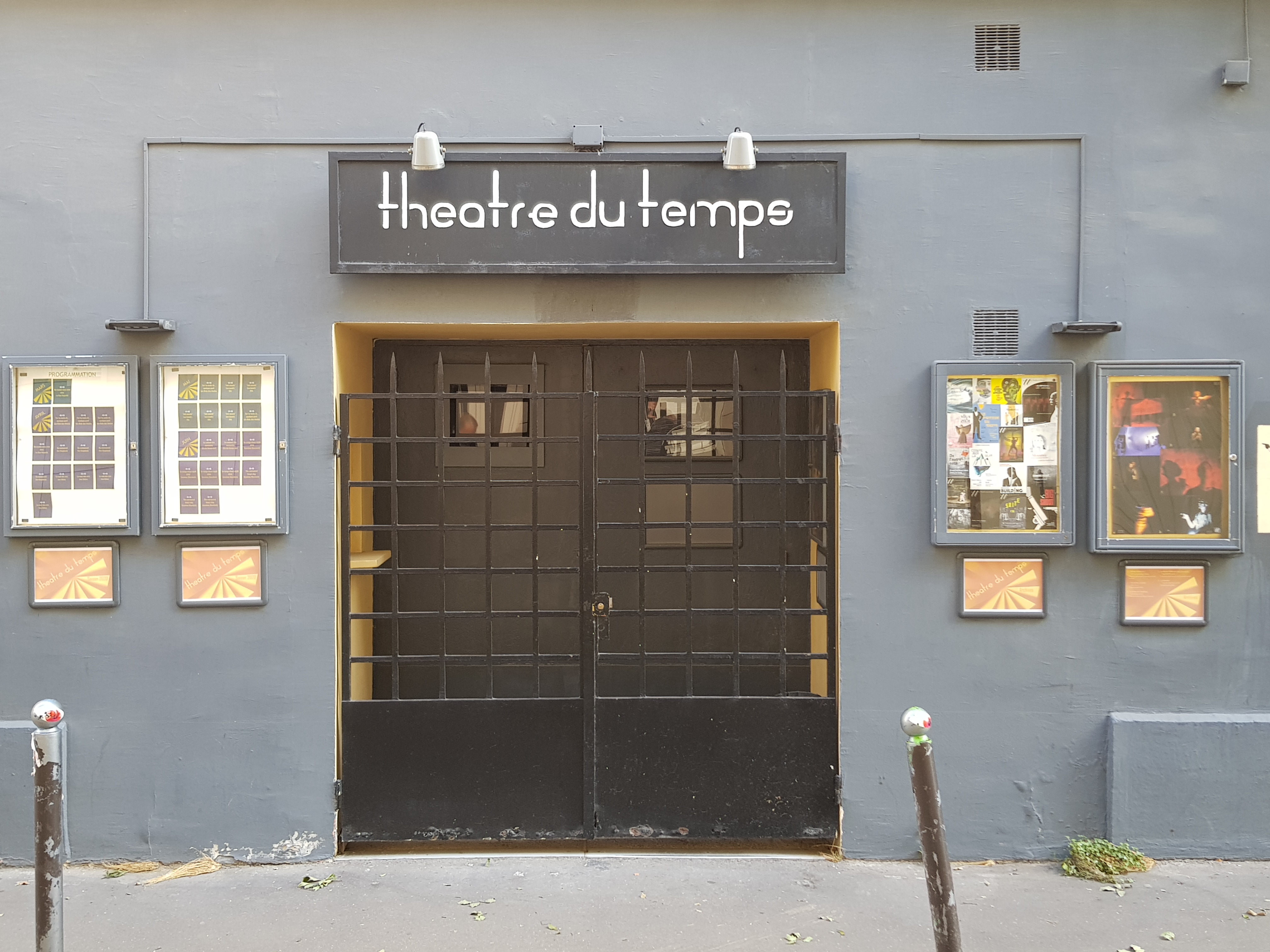
No 9.

- No 9 : théâtre du Temps, fondé à cette adresse en 1980 par le peintre, sculpteur, acteur et metteur-en-scène japonais Junji Fuseya.